# Félix Labisse
Félix Labisse, né le 9 mars 1905 à Marchiennes et mort le 29 janvier 1982 à Neuilly-sur-Seine, est un peintre, affichiste, décorateur et scénariste français.
Par son amitié avec Christian Dotremont, il suit le surréalisme révolutionnaire qui fait concurrence avec le groupe surréaliste emmené par André Breton.
Dès le début des années 1940, son œuvre est reconnue et soutenue par Robert Desnos, Paul Eluard, Philippe Soupault, ainsi que Jacques Prévert. En 1970, Patrick Waldberg lui consacre une monographie.
Parallèlement à sa carrière de peintre, Félix Labisse mène une carrière de décorateur pour le théâtre, pour la danse et l’opéra.

## Biographie
La famille de Félix Labisse est établie à Douai. Après la Première Guerre mondiale, en 1923, elle s'installe à Heist-sur-Mer en Belgique. Son père créé un armement de pêche maritime à Zeebruges. En 1924, Félix Labisse fait son service militaire à Cambrai. En 1927, l’affaire familiale périclite et la famille déménage à Ostende. Félix Labisse renonce à une carrière de marin et commence à se consacrer véritablement à la peinture. Il fonde à Ostende avec sa sœur Antoinette, une galerie de peinture, la galerie d'Art moderne, qui tiendra à peine deux années. Il est proche de James Ensor et entre en relations avec Constant Permeke, Léon Spilliaert, Henri Vandeputte, Jean Teugels et le futur cinéaste Henri Storck.
En février 1928, il fonde avec Henri Storck, Firmin Cuypers, Victor de Knop, Alfred Courmes à cette époque à Ostende, Robert Elleboudt, Désiré Steyns, Pierre Vandervoort et Henry Van Vyve le Club du cinéma d’Ostende. En juillet 1928, il présente à la galerie d'Art moderne sa première exposition particulière.
En 1929, il écrit l’argument de Pour vos beaux yeux, un court métrage réalisé par Henri Storck. En 1930, il fonde avec Henry Van Vyve une revue littéraire et artistique Tribord qui comptera cinq numéros de juin à décembre 1930 et trois numéros de janvier à août 1931. Durant l’été 1930, il participe au scénario et au tournage d’un nouveau film d’Henri Storck, La mort de Vénus. Fin 1930, il entreprend un ensemble de peintures murales représentant des portraits d’écrivains à la librairie Corman à Ostende. L'année suivante, il participe durant l’été au tournage d’Une idylle à la plage d’Henri Storck sur un scénario de Jean Teugels, avec pour principaux acteurs Raymond Rouleau et Gwen Norman. Il achève d’écrire un récit intitulé La déesse. En octobre, il réalise les décors de Liliom de Ferenc Molnar mis en scène par Raymond Rouleau au Théâtre royal des galeries à Bruxelles.
En 1932, débute son séjour à Paris. Il se lie d'amitié avec Jean-Louis Barrault, Robert Desnos, Antonin Artaud, Roger Vitrac et Germaine Krull. Au début de l’été, il décore le night-club du Casino d’Ostende sur le thème des « Nuits cubaines ». En 1933, il tient un rôle de figurant dans Zéro de conduite de Jean Vigo. Il expose Histoire des guerres et Uniformes pour la prochaine, une série de gouaches datée de 1931, à la galerie Le Studio à Ostende. En 1934, il peint son Grand carnaval ostendais.
En 1935, il réalise les décors et costumes pour Autour d’une mère d’après Tandis que j’agonise de William Faulkner, premier spectacle monté par Jean-Louis Barrault au théâtre de l'Atelier. Il rencontre Jacques Prévert et André Masson. En 1937, il fait la connaissance de Max Ernst, puis de Raymond Queneau. En janvier 1938, il expose au Palais des Beaux-Arts de Bruxelles. En juin, il rencontre au Zoute, Jony Herlin qui devient sa compagne. Il réside l’hiver 1938-1939 à Bruxelles dans l’entourage de René Lust. Premières rencontres avec René Magritte et avec Paul Delvaux.
Le 2 septembre 1939, mobilisé, il rejoint Cambrai puis la 1re Compagnie de camouflage qui s’installera en mars 1940 au château d’Ermenonville. En juin 1940, il revient à Paris et devient l’un des artistes majeurs de la jeune peinture française. Il peint les décors pour Noé d’André Obey représenté en mars 1941 à la Comédie-Française. En 1941, il peint des arbres anthropophages. Il passe l’hiver 1941-1942 au Château-Légier à Fontvieille à l’invitation de Pierre et Suzy Delbée. Il découvre les Baux de Provence et Montmajour.
En 1942, il s’installe à Montparnasse au 31 bis, rue Campagne-Première. Il fréquente Robert Desnos, Paul Éluard, Georges Hugnet, Pablo Picasso. Il réalise les décors et costumes d’Hamlet de Shakespeare monté par Christian Casadesus et la Compagnie du regain. Il peint Les malheurs de la guerre. Il entre en relations avec Paul-Gustave van Hecke qui commence à s’intéresser à son travail et qui le soutiendra dans les années qui vont suivre.
Il connaît une grande activité picturale en 1943 et une importante transformation dans la forme et dans l’esprit. Il peint notamment Le Bonheur d’être aimée, La Fille prodigue, Les Courtisanes. En 1944, il illustre Le Bain avec Andromède de Robert Desnos qui lui consacre une monographie publiée en 1945. Il compose les 30 dessins de son Histoire naturelle qui sera publiée en 1949 aux Éditions Chavane. Il conçoit les décors et les costumes pour L’Annonce faite à Marie de Paul Claudel monté par Christian Casadesus et la Compagnie du regain. Il expose La Matinée poétique au Salon des Tuileries et L’Aventure permanente au Salon d’automne. En 1945, il peint notamment La Parque du prince, Bonjour Marie, Le Sixième Acte de Bérénice. Il expose La Partie du roi au premier Salon de mai. Il participe également à l’exposition Surréalisme à la galerie des Éditions La Boétie à Bruxelles.
En 1946, il expose Jeune figue posant pour Léonard de Vinci une Annonciation au Salon de mai. Il décore les ballets du film Un revenant de Christian-Jaque sur un scénario d’Henri Jeanson avec Louis Jouvet dans le rôle principal. Christian Dotremont lui consacre une monographie. Il se lie d’amitié avec Boris Vian. Il passe l’été au Zoute, à proximité du Parc naturel du Zwin, au moulin Siska dont il devient pour plusieurs saisons le locataire. Il présente une toile titrée Charlotte Corday au Salon d’automne. L'année suivante, il est associé aux activités du groupe du « Surréalisme révolutionnaire » fondé à Bruxelles par Christian Dotremont et à Paris par Noël Arnaud. Ce groupe, qui ne dura que 18 mois, s'est efforcé de « concilier les nécessités d'une action révolutionnaire fondée sur le marxisme-léninisme et la liberté de recherche et d'expression spécifique du surréalisme ». La condamnation de ce groupe par André Breton a entraîné la première scission d'importance après la Seconde guerre mondiale. Il réalise des sculptures objets. Une exposition particulière lui est consacrée à la galerie d’Art du Faubourg. Il dessine les décors et costumes pour Le Procès de Franz Kafka, dans une adaptation d’André Gide, mis en scène par Jean-Louis Barrault au théâtre Marigny. Alain Resnais lui consacre un court métrage. En 1948, il réalise les décors du Partage de Midi de Paul Claudel mis en scène par Jean-Louis Barrault au théâtre Marigny.
En 1949, il réalise les décors et costumes de Paris - Magie de Lise Deharme et Germaine Tailleferre à l’Opéra-Comique. Il entreprend à la demande de l’opéra de Paris un important travail de décoration pour le Faust de Gounod, projet qui n’aboutira pas. Il réalise une série d’illustrations pour La Vie secrète d’Ysabeau de Bavière du Marquis de Sade. En 1950, il accompagne la Compagnie Renaud-Barrault au Brésil, en Uruguay et en Argentine. En 1951, il s’installe à Neuilly-sur-Seine au 21, rue Saint-James. Il dessine les décors pour Le Diable et le Bon Dieu de Jean-Paul Sartre mis en scène par Louis Jouvet au théâtre Antoine. Il partage son temps entre Paris et Knokke Le Zoute.
En 1952, il participe à l’exposition « Peinture surréaliste en Europe » organisée par Edgar Jené (de) à Sarrebruck. Il réalise les décors et costumes de La Farce des ténébreux de Michel de Ghelderode mis en scène par Georges Vitaly au théâtre du Grand Guignol et les décors de Piège de lumière pour le Grand ballet du marquis de Cuevas. En 1953, il participe à l’exposition « Art fantastique » à Ostende. En 1954, il participe à la Biennale de Venise dans la section Art fantastique.
En 1955, il se marie civilement à Knokke avec Jony Herlin. En 1956, il réalise une nouvelle décoration murale avec des portraits d’écrivains pour la librairie Corman à Ostende. En 1957 il réalise les décors et costumes pour Le Martyre de Saint Sébastien de Gabriele D’Annunzio et Claude Debussy au théâtre national de l’Opéra. Il organise avec Jef de Vlieger une rétrospective de Salvador Dalí au Casino de Knokke. Il peint cette année-là de nombreux tableaux inspirés par la sorcellerie populaire et publie Le Sorcier des familles (Almanach fatidique de Félix Labisse) aux éditions À l’abeille qui butine. En 1958, Le triomphe de Protée entre dans la collection de Marie-Laure de Noailles.
En 1959, il effectue son troisième voyage au Brésil. En 1960, une rétrospective lui est consacrée au Casino de Knokke. Les organisateurs sont Paul-Gustave Van Hecke et Jacques Nellens. Il peint un premier portrait de Maria d'Apparecida. En 1961, Henri Storck lui consacre deux courts métrages : Les Malheurs de la guerre et Le Bonheur d’être aimée. En 1962, il peint MCCIV et invente les « libidoscaphes » qui représentent des formes marines, toujours très compliquées, toujours sexuelles, qui surnagent au-dessus de l’eau. Il expose au musée Galliera avec Lucien Coutaud et le sculpteur Robert Couturier. En 1963 apparaissent ses premières femmes bleues dans sa peinture.
En 1964, il participe à l’exposition « Le Surréalisme » organisée par Patrick Waldberg à la galerie Charpentier à Paris. Il invente les « Grands D », une série de toiles dont tous les titres commencent par D et qui représentent des formes célestes planant dans l’espace. En 1965, il peint au château Saint-Bernard à Hyères ses premières Sélénides, qui sont pour lui les filles de la lune : des visages bleus dont les yeux, le nez, la bouche s’inscrivent dans les contours de la toile. Il effectue un sixième voyage au Brésil. En 1966, il est élu à l’Académie des beaux-arts. Il réalise le décor et les costumes pour Le Roi d’Ys au théâtre national de l’Opéra. En 1968, il participe à l’exposition « Trésors du Surréalisme » au Casino de Knokke.
En 1969, une rétrospective lui est consacrée au Palais des Beaux-Arts de Charleroi. En 1970, Patrick Waldberg lui consacre une monographie publiée par André de Rache avec le soutien de Gustave Nellens. En 1972, il expose ses Faiseuses d’Histoire, saintes, héroïnes ou perverses, à Paris à la galerie de Seine et à Bruxelles à la galerie Isy Brachot. En 1973, une rétrospective lui est consacrée au musée Boijmans Van Beuningen à Rotterdam. Il peint Le Conseil de sang, une toile qui intègre les principaux éléments de sa collection d’objets de magie noire.
En 1974, il est membre du jury de la sélection officielle du festival de Cannes. En 1975, il expose une série de peintures représentant des démons, sous l’intitulé Les 400 coups du diable, à Bruxelles à la galerie Isy Brachot. En 1976, il peint Le Rendez-vous sur le Bloksberg. La Galerie 2016 d'Hauterive, en Suisse, présente un ensemble de ses lithographies. En 1977, il expose Les 400 coups du diable à Paris à la galerie des Grands Augustins. En 1978, il peint une série de toiles inspirées par les cénobites ou pères du désert, notamment La Grande Thébaïde. En 1979 se tient une rétrospective au Casino d’Ostende. En 1981 a lieu sa dernière exposition avec Les Mystères d’Isis.
Félix Labisse meurt à Neuilly-sur-Seine (Hauts-de-Seine) le 27 janvier 1982. Il est inhumé au cimetière de Douai (Nord), auprès de son épouse morte en 1990.

## Style
Ses premières créations sont influencées par James Ensor et l'expressionnisme flamand.
Son œuvre de maturité, placée sous le signe de la métamorphose, comme la femme nue à la tête de lionne du Bonheur d'être aimée (1943), explore les frontières du fantastique, du rite, de la magie ou de l’érotisme. Ses personnages féminins aux corps lascifs, aux formes lisses et aux couleurs crues, évoluent dans un monde étrange et intemporel. « Son sadisme, servi par une facture froidement figurative, […] qui n'évite pas toujours le poncif surréaliste, est celui de cérémonies crépusculaires où le sang s'épanche lentement […] Les femmes qu'il soumet à sa rêverie sont parfois vêtues de collants fendus ou de harnais érotiques. »
En 1963-1965 apparaissent les premières femmes bleues qui contribueront à sa célébrité : Yemanja, Le Soir du 8 décembre (1963) Orixa, L’implacable catéchumène (1964), Maria d’Apparecida (1965), Bain Turquoise (1968)…

## Œuvres
- Le Beau Masque, 1929[réf. nécessaire].
- Procession en Flandres II, 1933[réf. nécessaire].
- Grand carnaval ostendais, 1934[réf. nécessaire].
- Le Minotaure vert, 1938[réf. nécessaire].
- La Fille du château, 1939[réf. nécessaire].
- Les Présages de la guerre, 1940[réf. nécessaire].
- Autoportrait, 1941[réf. nécessaire].
- L'Arbre anthropophage, 1941[réf. nécessaire].
- Ophélie, 1941[réf. nécessaire].
- Le Baptême du sang, 1942[réf. nécessaire].
- Portrait arraché, 1942[réf. nécessaire].
- Découverte d’Errnemonville, 1942, palais des Beaux-Arts de Lille.
- Portrait de Robert Desnos, 1943[réf. nécessaire].
- La Menace, 1943[réf. nécessaire].
- Les Bonheur d’être aimée, 1943, Paris, musée national d'Art moderne.
- Histoire naturelle, 1943[réf. nécessaire].
- L'Explorateur, 1944[réf. nécessaire].
- L’Aventure permanente, 1944[réf. nécessaire].
- La Matinée poétique, 1944[réf. nécessaire].
- La Visiteuse, 1944[réf. nécessaire].
- Le Sixième acte de Bérénice, 1945[réf. nécessaire].
- Les Amis de Fontvieille, 1945, musée de la Chartreuse de Douai.
- Le Règne de la Lune, vers 1945, musée des Beaux-Arts de Caen.
- Charlotte Corday, 1946[réf. nécessaire].
- Jeune figue posant pour Léonard de Vinci une Annonciation, 1946, musée de Verviers.
- Les Perles de la couronne, 1946, musée de Liège.
- Le Soleil du dimanche, 1954[réf. nécessaire].
- Portrait de Claude Bessy, 1955, musée d'Art moderne de Paris.
- Hommage à Gilles de Rais, 1957[réf. nécessaire].
- Le songe de Louis XIII, 1957, musée d’Art moderne de Paris.
- Le Voyage d'Apollonius de Tyane, 1957, musée de la Chartreuse de Douai.
- Le Maquis de Malaise, 1958, musée d’Art moderne de Paris.
- Hommage à Gustave Moreau, 1960, Bruxelles, musée royal d'Art moderne.
- Libidoscaphe en état de veille, 1962, Paris, musée national d'Art moderne.
- MCCIV, 1963[réf. nécessaire].
- Cotyto Perfica Volupie, 1963[réf. nécessaire].
- Le grand Dépayseur, 1964[réf. nécessaire].
- Bonjour monsieur Ensor, 1964, Ostende, musée Ensor.
- Maria d’Apparecida, 1965[réf. nécessaire].
- Chica da Silva, 1965[réf. nécessaire].
- Le Bain turquoise ou Hommage à Monsieur Ingres, 1968[réf. nécessaire].
- Les Filles de Loth, 1970[réf. nécessaire].
- Les Possédées de Loudun, 1970[réf. nécessaire].
- Le Conseil de sang, 1973[réf. nécessaire].
- Le Rendez-vous sur le Bloksberg, 1976[réf. nécessaire].
- Célébration jubilaire du grand autodafé de Tolède, 1976[réf. nécessaire].
- La grande Thébaïde, 1978[réf. nécessaire].
- Le Voile d’Isis, 1981[réf. nécessaire].
- Instituto de arte moderno. Paraguay, 1950, affiche entoilée, musée de la Chartreuse de Douai.
- Histoire d'oiseau, lithographie, musée Gaspar, Collection de l'Institut archéologique du Luxembourg, Arlon, Belgique[15].

## Cinéma
- Visite à Félix Labisse, 1947, court métrage d’Alain Resnais, noir et blanc, 8 min, tourné dans l’atelier de la rue Campagne Première, documentaire sur l'artiste intitulé Visite à Félix Labisse.
- Les malheurs de la guerre, 1961, film d'Henri Storck, couleurs, 14 min, commentaires de Pierre Seghers, Tadié-Cinéma.
- Le bonheur d’être aimé, 1961, film d'Henri Storck, couleurs, 14 min, commentaires de Pierre Seghers, Tadié-Cinéma.
- Les matins d’Ipanema, 1967, film de Robert Hessens, couleurs, Les films du Méridien – Les films K.

## Théâtre
Scénographie
Félix Labisse a réalisé « pas moins de 65 décors de théâtre ».
1931 :
- Liliom, de Ferenc Molnar. Mise en scène de Raymond Rouleau. Théâtre royal des Galeries, Bruxelles. 5 décors.

1935 :
- Autour d'une mère. Action dramatique de Jean-Louis Barrault tirée du roman Tandis que j'agonise de William Faulkner. Théâtre de l'Atelier, Paris. 1 décor-dispositif, 25 costumes.

1941 :
- Noé, d'André Obey. Mise en scène de Jacques Copeau. Comédie-Française, Paris. 4 décors.
- Les Suppliantes d’Eschyle. Mise en scène de Jean-Louis Barrault. Stade Roland Garros. Un décor.

1942 :
- Hamlet, de William Shakespeare. Mise en scène de Pierre Bertin. Christian Casadesus et la Compagnie du Regain. Théâtre Hébertot, Paris. Pièce également représentée en tournée. 10 décors. 30 costumes.

1943 :
- Lorenzaccio, d'Alfred de Musset. Mise en scène de Christian Casadesus. Christian Casadesus et la Compagnie du Regain. Théâtre des Célestins, Lyon. Pièce également représentée en tournée. 6 décors. 25 costumes.

1944 :
- Cinna de Pierre Corneille. Mise en scène de Pierre Bertin. Christian Casadesus et la Compagnie du Regain. Pièce représentée en tournée. 1 décor. 9 costumes.
- L'Annonce faite à Marie, de Paul Claudel. Mise en scène de Pierre Bertin. Christian Casadesus et la Compagnie du Regain. Théâtre des Célestins, Lyon. Pièce également représentée en tournée. 5 décors. 15 costumes.

1946 :
- Le cocu magnifique, de Fernand Crommelynck. Mise en scène de Jean-Louis Barrault. Théâtre des Célestins, Lyon. 1 décor. 12 costumes.
- Les nuits de la colère, d'Armand Salacrou. Mise en scène de Jean-Louis Barrault. Théâtre Marigny, Paris. 3 décors à transformation.

1947 :
- Le Procès, de Franz Kafka. Adaptation d'André Gide. Mise en scène de Jean-Louis Barrault. Théâtre Marigny, Paris. 10 décors. 30 costumes
- La Boîte à Joujoux. Ballet de Claude Debussy. Chorégraphie de Robert Quinault. Opéra-Comique, Paris. 2 décors. 15 costumes.

1948 :
- Occupe-toi d'Amélie, de Georges Feydeau. Mise en scène de Jean-Louis Barrault. Théâtre Marigny, Paris. 4 décors.
- Zadig. Ballet de Pierre Petit et Serge Lifar, d'après Voltaire. Chorégraphie de Serge Lifar. Théâtre national de l'Opéra, Paris. 3 décors. 25 costumes.
- Partage de Midi, de Paul Claudel. Mise en scène de Jean-Louis Barrault. Théâtre Marigny, Paris. 3 décors.

1949 :
- Paris - Magie. Ballet de Germaine Tailleferre et Lise Deharme. Chorégraphie de Jean-Jacques Etcheverry. Opéra-Comique, Paris. Un rideau, 1 décor. 31 costumes.
- Le Bossu, de Paul Féval. Mise en scène de Jean-Louis Barrault. Théâtre Marigny, Paris. 8 décors.

1950 :
- Le Roi lépreux, de Suzanne Lilar. Mise en scène de Jean Marchat. Théâtre du Parc, Bruxelles. 3 décors. 10 costumes.
- Hamlet, de William Shakespeare. Mise en scène de Paul Oettly. Compagnie Christian Casadesus. Pièce représentée en tournée. 10 décors. 10 costumes.

1951 :
- Le Sabre de mon père, de Roger Vitrac. Mise en scène de Pierre Dux. Théâtre de Paris, Paris. 3 décors.
- Le Diable et le bon Dieu, de Jean-Paul Sartre. Mise en scène de Louis Jouvet. Théâtre Antoine, Paris. 10 décors
- Lazare, d'André Obey. Mise en scène de Jean-Louis Barrault. Théâtre Marigny, Paris. 1 décor. 7 costumes.

1952 :
- Faust. Opéra de Charles Gounod. Opéra de Liège, Liège. 6 décors.
- La farce des Ténébreux, de Michel de Ghelderode. Mise en scène de Georges Vitaly. Théâtre du Grand Guignol, Paris. 2 décors. 25 costumes.
- Piège de Lumière. Ballet de Philippe Hériat et Jean-Michel Damase. Chorégraphie de John Taras, avec le Grand Ballet du Marquis de Cuevas. 1 rideau. 2 décors.

1953 :
- Jehanne, de Michèle Angot et Guy Haurey. Mise en scène d'Yves Robert. Comédie Caumartin, Paris. 3 décors. 14 costumes.
- Le rire de Nills Halerius. Opéra de Marcel Landowski. Grand théâtre des Champs-Élysées, Paris. 5 costumes.

1954 :
- The Prisoner, de Bridget Boland[16]. Mise en scène de Peter Glenville. Globe theatre, Londres. Lyceum theatre, Edinburgh. 1 décor-complexe. :.1
- La soirée des Proverbes, de Georges Schéhadé. Mise en scène de Jean-Louis Barrault. Théâtre Marigny, Paris. 3 décors.
- La petite maison de Thé, de John Patrick[17]. Mise en scène de Marguerite Jarmois. Théâtre Montparnasse, Paris. 4 décors.
- Le cocu magnifique, de Fernand Crommelynck. Mise en scène de Jean-Louis Barrault. Théâtre Marigny, Paris. 1 décor. 12 costumes.

1955 :
- Irène Innocente, d'Ugo Betti. Mise en scène de Jean-Louis Barrault. Théâtre Marigny, Paris. 3 décors.
- Les Mystères de Paris d'Eugène Sue. Adaptation d'Albert Vidalie, mise en scène Georges Vitaly, théâtre La Bruyère, Paris, 8 décors 22 costumes
- La grande Félia, de Jean-Pierre Conty. Mise en scène de Christian Gérard. Théâtre de l'Ambigu, Paris. 4 décors.
- Elisabeth, la femme sans homme, d'André Josset[18]. Mise en scène d'Henri Rolland. Comédie-Française, Paris. 4 décors.
- L'Orestie, d'Eschyle. Adaptation d'André Obey. Mise en scène de Jean-Louis Barrault. Festival de Bordeaux, et Théâtre Marigny, Paris. 6 décors.
- Ce diable d'ange de Pierre Destailles et Charles Michel, mise en scène Georges Vitaly, Comédie-Wagram, Paris. 3 décors.

1956 :
- Le Séducteur, de Diego Fabbri. Mise en scène de François Périer. Théâtre de la Michodière, Paris. 4 décors pivotants.
- Le Personnage combattant, de Jean Vauthier. Mise en scène de Jean-Louis Barrault. Théâtre Marigny, Paris. 1 décor.
- Fabien, de Marcel Pagnol. Mise en scène de Guy Rétoré. Théâtre des Bouffes-Parisiens, Paris. 1 décor. 15 costumes.

1957 :
- Le Martyre de Saint Sébastien. Opéra de Gabriele D'Annunzio et Claude Debussy. -Mise en scène de Maurice Jacquemont et Serge Lifar. Théâtre national de l'Opéra, Paris. 5 décors. 75 costumes.
- Le Château, de Franz Kafka. Mise en scène de Jean-Louis Barrault. Théâtre Sarah-Bernhardt, Paris. 6 décors mous à transformation.

1958 :
- Le Médium. Opéra de Gian Carlo Menotti. Mise en scène de Mary Powers. Palais des Beaux-Arts de Charleroi. 1 décor.
- Le Château de Barbe-Bleue. Opéra de Béla Bartok. Mise en scène de Marcel Lamy. Palais des Beaux-Arts de Charleroi. 1 décor.
- Francesca de Rimini. Ballet de Pierre Tchaïkovski. Chorégraphie de Serge Lifar. Théâtre des Champs-Élysées, Paris. 2 décors. 5 costumes.

1960 :
- Le mariage de Monsieur Mississippi, de Friedrich Dürrenmatt. Mise en scène de Georges Vitaly. Théâtre La Bruyère, Paris. 1 décor. 8 costumes.
- Studio 60. Ballet de Robert Bergmann. Chorégraphie de Claude Bessy. Opéra-Comique, Paris. 1 décor. Repris au Palais des Beaux-Arts de Charleroi le 14 novembre 1964.
- Rosa la Rose, d'Ange Bastiani. Mise en scène de Michel de Ré. Théâtre des Capucines, Paris. 1 décor.
- La Louve, de Théodore Aubanel. Mise en scène de Claude Vernick. Théâtre Récamier, Paris. 12 costumes.

1961
- Le Rêveur, de Jean Vauthier. Mise en scène de Georges Vitaly. Théâtre La Bruyère, Paris. 1 décor.
- Mais ne te promène donc pas toute nue, de Georges Feydeau. Mise en scène de Jean-Louis Barrault. Odéon - Théâtre de France, Paris. 1 décor.

1962 :
- La Révélation, de René-Jean Clot. Mise en scène de Jean-Louis Barrault. Odéon - Théâtre de France, Paris. 1 décor complexe à transformation.

1965 :
- L'Amérique, de Franz Kafka. Mise en scène de Antoine Bourseiller. Odéon - Théâtre de France, Paris. 6 décors.

1966 :
- Le Roi d'Ys. Opéra d'Édouard Lalo. Mise en scène de G. Gilles. Théâtre national de l'Opéra, Paris. 5 décors. 60 costumes.
- Le Roi d'Ys. Opéra d'Édouard Lalo. Mise en scène de G. Gilles. Théâtre de Tours. 5 décors.

1967 :
- Jeanne au Bucher, de Paul Claudel. Mise en scène d'Henri Doublier. Opéra municipal de Rio de Janeiro. 2 décors. 45 costumes.

1969 :
- Piège de Lumière. Ballet de Philippe Hériat et Jean-Michel Damase. Chorégraphie de John Tarass. London Festival Ballet Trust. 1 rideau. 2 décors.
- Columbus. Opéra de Werner Egk. Mise en scène de Roland Giard. Théâtre des Arts, Rouen. 5 décors. 40 costumes.

1970 :
- La Nef des fous. Ballet. Musique de Marcel Quinet. Arrangement de R. Rousseau. Chorégraphie de George Skibine. Ballets de Wallonie. Palais des beaux-arts de Charleroi. 1 décor. 15 costumes.
- Ulysse. Opéra de Luigi Dallapiccola. Mise en scène de Vitold. Théâtre des Arts, Rouen. Décors et costumes.